# The Old Army Chest
The Old Army Chest è un cortometraggio muto del 1909. Il nome del regista non viene riportato nei credit del film.

## Trama
Il colonnello May sorprende la figlia insieme a un cadetto di West Point. Irritato, manda via il giovane, al quale intima di non ripresentarsi più in casa sua. Il cadetto, rientrato in caserma, trova una lettera dove gli si notifica la nomina a capitano. Felice, ritorna dall'innamorata alla quale annuncia la bella notizia. I due giovani entrano in casa e trovano il colonnello perso nei suoi ricordi in soffitta. Tra i vecchi cimeli, c'è anche un glorioso stendardo: prendendola in mano, chiedono la sua benedizione al colonnello che, irato, vuole cacciare l'impudente cadetto. Questi, allora, gli mostra la sua nomina. L'anziano ufficiale finalmente cede, acconsentendo alle nozze della coppia; ma ammette che ad addolcirlo è stato soprattutto il vedere che i due hanno chiesto il suo consenso ricorrendo ai buoni uffici della vecchia bandiera.

## Produzione
Il film fu prodotto dalla Lubin Manufacturing Company.

## Distribuzione
Distribuito dalla Lubin Manufacturing Company, il film - un cortometraggio in una bobina - uscì nelle sale cinematografiche statunitensi il 1º luglio 1909.